# Nysätter
Nysätter är en småort i Vårdsbergs socken i Linköpings kommun i Östergötlands län, belägen ungefär 6 km öster om centrala Linköping, strax norr om Kransberg och Fryshem.
Mellan år 2010 och 2020 avgränsade SCB Nysätter som en småort.